# Wirreanda Creek
Wirreanda Creek är ett vattendrag i Australien. Det ligger i delstaten South Australia, omkring 310 kilometer norr om delstatshuvudstaden Adelaide.
Omgivningarna runt Wirreanda Creek är i huvudsak ett öppet busklandskap. Trakten runt Wirreanda Creek är nära nog obefolkad, med mindre än två invånare per kvadratkilometer. Genomsnittlig årsnederbörd är 358 millimeter. Den regnigaste månaden är februari, med i genomsnitt 59 mm nederbörd, och den torraste är oktober, med 7 mm nederbörd.